# Luís Bernardo Honwana
Luís Augusto Bernardo Manuel Honwana (Lourenço Marques, noviembre de 1942) es un escritor y periodista de Mozambique autor de Nós Matámos o Cão-Tinhoso  (1964).
Creció en Moamba donde su padre trabajaba como intérprete y a los 17 años se estableció en la capital para estudiar periodismo. En 1964, entró como militante de FRELIMO, un grupo para la independencia de Portugal, y por sus actividades políticas, lo encarcelaron en 1964. 
En 1970 se fue a Portugal donde estudió derecho en la Universidad de Lisboa, y tras la independencia, entró en el gabinete de Samora Machel. En 1987, entró como consejero ejecutivo de la ONU